# Av (joodse maand)

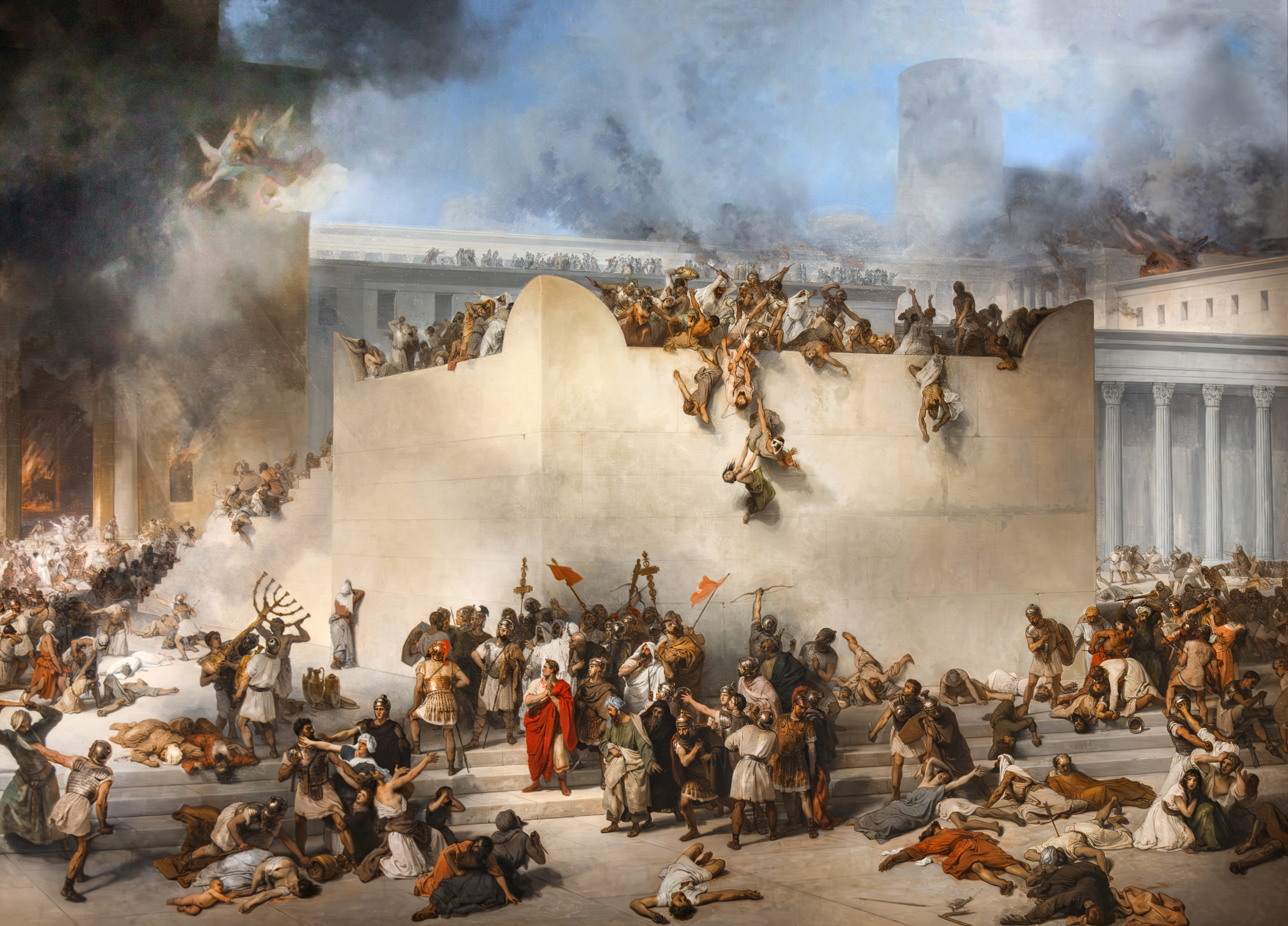
Schilderij van de vernietiging van de Tempel in Jeruzalem.

De joodse maand av (Hebreeuws: אב) is de elfde maand van de joodse kalender. De maand telt 30 dagen.
Het is een droevige maand. Van de eerste tot de tiende dag van deze maand geldt een rouwperiode vanwege de vernietiging van beide tempels te Jeruzalem, en op de negende van de maand valt de rouwdag Tisja Beav, waarop de vernietiging van zowel de eerste als tweede tempel worden herdacht. Op deze dag herdenken de joden door middel van de kienot (smeekgebeden) tevens de vele joodse slachtoffers van de kruistochten alsmede van de overige vervolgingen van de afgelopen tweeduizend jaar. Als meest recente vervolging wordt door veel joden eveneens de Sjoa (Holocaust) op deze dag herdacht. Tisja Beav is een 25 uur durende vastendag, waarvan het grootste deel in de synagoge wordt doorgebracht.
Av valt ongeveer samen met de tweede helft van juli en de eerste helft van augustus van de algemene of gregoriaanse kalender.
Eén treurdag valt in de maand av:
- 9 - Tisja Beav, vasten- en rouwdag waarop de vernietiging van de Eerste Tempel en de Tweede Tempel wordt herdacht.